# ارنست وینبرگ
ارنست بوریسوویچ وینبرگ (روسی: Эрне́ст Бори́сович Ви́нберг؛ ۲۶ ژوئیهٔ ۱۹۳۷ – ۱۲ مهٔ ۲۰۲۰) ریاضی‌دان اهل شوروی و روسیه بود که روی زیرگروهای گسسته گروه لی و نظریه نمایش کار می‌کرد. وی الگوریتم وینبرگ و قضیه کهر–وینبرگ را ارائه کرد. وی در سال ۱۹۹۷ جایزه هامبولت را دریافت کرد. او در ۱۲ مه ۲۰۲۰ از سینه‌پهلو به خاطر کووید-۱۹ درگذشت.